# Radio (Robbie Williams-dal)
A Radio című kislemez Robbie Williams brit popénekes kislemeze, amely első válogatásalbumáról, a Greatest Hits-ről jelent meg 2004-ben.

## Siker
A Radio Williams hatodik No. 1. kislemeze lett az Egyesült Királyságban, 41 734 példányt adtak el belőle a megjelenés hetében, Portugáliában és Dániában szintén a slágerlista élére került, Európa-szerte és Latin-Amerikában a legjobb 10 dal közé került be. Ausztráliában a kislemez listán a 12. helyen végzett, 7 hétig a listán maradt, aranylemez minősítést kapott.

## Formátumok és tracklista
A Radio című kislemez alábbi formátumai jelentek meg:
Európai kislemez CD

(Megjelent: 2004. október 4.)
1. "Radio" – 3:52
2. "Radio" [Maloney Mix] – 5:41

Nemzetközi Maxi CD

(Megjelent: 2004. október 4.)
1. "Radio" – 3:52
2. "Northern Town" – 4:02
3. "Radio" [Sam La More Jumpin' Radio Mix] – 4:47

Mexikói Maxi CD

(Eredeti kiadás megjelent: 2004. október 4. – A mexikói kiadást az utolsó pillanatban visszavonták)
1. "Radio" – 3:52
2. "Angels" [spanyol verzió] – 4:28
3. "Better Man" [spanyol verzió] – 3:17
4. "Radio" Making Of The Video

UK DVD

(Megjelent: 2004. október 4.)
1. "Radio" Music Video
2. "1974" Audio
3. "Radio" [Massey Mix] Audio
4. "Radio" Making Of The Video & Photo Gallery

UK 12"

(Megjelent: 2004. október 4.)
1. "Radio" [Maloney Mix] – 5:41
2. "Radio" [Sam La More Jumpin' Radio Mix] – 4:47
3. "Radio" [Sam La More Thumpin Club Dub] – 5:53
4. "Radio" [Massey Mix] – 6:33

## Videóklip
| #         | Kiadó cég | Ország | Formátum    | Megjelent                  | Produkciós cég                         | Rendező        | Producer                   | Kiadó | 2D, 3D                                                                      |
| --------- | --------- | ------ | ----------- | -------------------------- | -------------------------------------- | -------------- | -------------------------- | ----- | --------------------------------------------------------------------------- |
| 1. verzió | Capitol   | UK     | zenei video | 2004. szeptember 6-i héten | Pagan, Glassworks (speciális effektek) | Vaughan Arnell | Emily Morgan, Tim Phillips |       | Ian Richardson, Jake Montgomery, Luc Schurgers, Tony Landais, Daniel Jahnel |

## Minősítések és eladások
| Ország     | Minősítés (ha van) | Eladások |
| ---------- | ------------------ | -------- |
| Ausztrália | aranylemez         | 35,000+  |

## Helyezések
| Slágerlista (2004)                          | Legmagasabb helyezés |
| ------------------------------------------- | -------------------- |
| UK kislemez listája                         | 1                    |
| Dánia kislemez listája                      | 1                    |
| Portugália kislemez listája                 | 1                    |
| Németország kislemez listája                | 2                    |
| Olaszország kislemez listája                | 2                    |
| Tajvan kislemez listája                     | 2                    |
| Ausztria kislemez listája                   | 3                    |
| Spanyolország kislemez listája              | 4                    |
| Írország kislemez listája                   | 6                    |
| Mexikó kislemez listája                     | 6                    |
| Hollandia kislemez listája                  | 8                    |
| Görögország kislemez listája                | 8                    |
| Ukrajna kislemez listája                    | 8                    |
| Norvégia kislemez listája                   | 8                    |
| Magyarország Rádiós Top 40 játszási listája | 11                   |
| Ausztrália kislemez listája                 | 12                   |
| Svájc kislemez listája                      | 14                   |
| Finnország kislemez listája                 | 16                   |
| Svédország kislemez listája                 | 22                   |
| Románia kislemez listája                    | 38                   |
| Franciaország kislemez listája              | 48                   |

## Külső hivatkozások
- A dal videóklipje a Youtube-on